# Carelieni
Carelienii sunt un grup etnic, nativi ai regiunii istorice Carelia, care în prezent este împărțită între Finlanda și Rusia.